# Tifoseria dell'Udinese Calcio
In questa voce sono riportate informazioni relative alla storia ed evoluzione della tifoseria dell'Udinese Calcio, società calcistica italiana con sede a Udine.

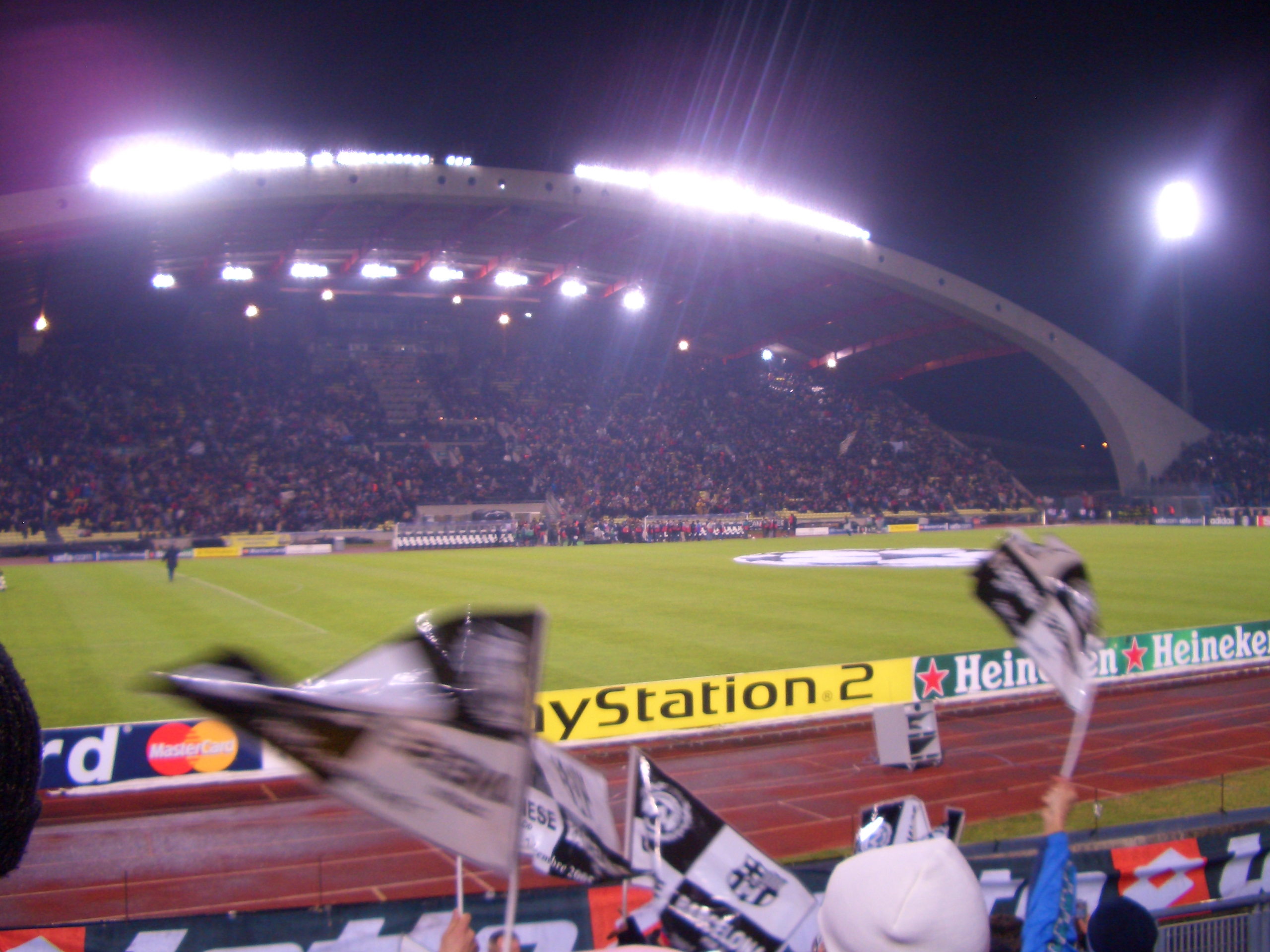
I tifosi dell'Udinese gremiscono il Friuli nel 2005, durante la sfida di Champions League con il Barcellona.

## Contesto
Per le partite casalinghe, la tifoseria organizzata si riunisce nella curva nord dello Stadio Friuli. Gli ultras hanno sempre preso posto in curva nord, eccezion fatta per due brevi periodi: nella stagione 2013-2014 nella quale si sistemarono nei Distinti, e a cavallo tra il 2014 e il 2015 nel quale si sistemarono in Tribuna laterale Nord, a causa dei lavori che interessarono l'impianto di Piazzale Repubblica Argentina.

## Orientamento politico
I gruppi organizzati della Curva Nord sono notoriamente schierati su posizioni di destra.
Ad oggi, la Curva Nord non ha alcun riferimento ad ideologie politiche.

## Spettatori
La tifoseria bianconera contribuisce ad una percentuale di riempimento dello Stadio Friuli, durante le gare casalinghe dell'Udinese, pari all'87,92% che risulta tra le più alte del panorama calcistico italiano nella stagione 2023-2024. La migliore media di pubblico stagionale per la squadra, in campionato, è stata registrata nell'annata 1983-1984, a seguito dell'entusiasmo per l'acquisto estivo del campione brasiliano Zico, quando vi fu una presenza media di 41 349 spettatori per gara. I tifosi friulani fecero segnare il primato di abbonamenti stagionali in campionato per il club, acquistando 26 611 tessere, sempre in quella stessa stagione.

## Fan club
I club di tifosi dell'Udinese sono coordinati dall'Associazione Udinese Club, che è stata costituita nel settembre 2001, riunendo i cessati sodalizi Associazione Italiana Udinese Club e Raggruppamento Club Forza Udinese.

## Tifoseria organizzata
Il primo vero nucleo ultras a nascere, inteso nella concezione moderna, è quello del B.A.W.S. (Black & White Superstars), nel settembre 1980, che si colloca nel settore superiore della curva Nord. Sempre nel 1980 viene fondato il gruppo portante del movimento ultras di Udine, Hooligans Teddy Boys, acronimato in HTB, che fece la sua prima apparizione allo stadio dietro lo striscione Hooligans. La maggior parte dei membri attivi del gruppo provengono dal capoluogo e dalla sua provincia. Sono gli anni della grande crescita della Nord, piena di striscioni quali Commandos Friuli, Black Warriors, Ultras, Friuli Front, Potere Bianconero e naturalmente Black & White Superstars.  Nel dicembre 1989 nascono i Nord Kaos, da ragazzi del medio-alto Friuli, con capisaldi a Cividale, Tarcento e Tolmezzo, che portano una ventata di novità al movimento ultras bianconero Nel 1994 nacquero i Friulani al seguito, che concentrarono le loro attività al fine del miglioramento estetico e corale della curva bianconera. Il gruppo dette alla stampa nel 2001 anche la prima fanzine della tifoseria, titolata "One Step Beyond", dall'omonimo album del gruppo britannico Madness. Nel 2011 i Friulani al seguito comunicarono ufficialmente la loro autosospensione, per poi riprendere posto in curva. Negli anni 90 nascono anche gli HTB sez. Pordenone (1990), successivamente diventati Brigata Pordenone, e Nord Kaos sez. Destra Tagliamento (1994), che nel dicembre 1995 decisero di fondersi in un'unica fazione denominata Ultras 1995 e successivamente rinominato Ultras Udinese 1995 a causa di alcuni nuovi membri del gruppo non facente parte della Destra Tagliamento, ma della provincia di Udine.
Altro importante gruppo organizzato è il Collettivo IncUdine, nato in onore di Leonardo Cecon, giovane tifoso deceduto prematuramente in un incidente stradale nel 2003, di ritorno da una delle riunioni del nascente gruppo. In lotta contro provvedimenti penalizzanti quali tessera del tifoso, fidelity card e articolo 9, si è caratterizzato nel corso degli anni per uno spiccato impegno nel sociale, tramutatosi in raccolte di fondi a sostegno degli alluvionati del vicentino, dei terremotati dell'Aquila e dell'Emilia, oltre che al sostegno attivo alla Fondazione Gabriele Sandri.
Altri gruppi di più recente costituzione sono i Briganti Baldassa (Udine Baldassa fino al 2015), i Suisse Torzeons, formato da ragazzi provenienti dalla Svizzera, Settore Tarvisio Udine, Tarcento '89, Diffidati al seguito, e Gente strana.

### Cronologia
1980 - Nascita dei Black & White Superstars
1980 - Nascita di Hooligans Teddy Boys
1983 - Nascita di Nuova Guardia Ultrà
1988 - Nascita del Nukleo Milano
1988 - Nascita di Brigata Ultrà
1989 - Nascita dei Nord Kaos
1989 - Nascita dei North Boys
1991 - Scioglimento dei Black & White Superstars
1994 - Scioglimento dei North Boys
1994 - Nascita dei Friulani al seguito
1995 - Scioglimento di Brigata Ultrà
1995 - Nascita di Ultras 1995
2003 - Nascita di Collettivo IncUdine
2006 - Scioglimento di Nord Kaos
2015 - Scioglimento dei Friulani al seguito

## Gemellaggi e rivalità

### Gemellaggi e amicizie
| - L.R. Vicenza (gemellaggio) - Austria Salisburgo (gemellaggio) - Arezzo (gemellaggio) | - Werder Brema (amicizia) - Roma (amicizia) - Fano (amicizia) - Wacker Burghausen (amicizia) - Pordenone (amicizia) - Legnano (amicizia) |

La curva dell'Udinese è gemellata con la Curva Sud del Vicenza, storico e saldo rapporto sentito dalla maggior parte della tifoseria bianconera, mentre l'AUC (Associazione Udinese Club) sono legati ai toscani del Siena. Fuori dai confini nazionali, vi era inoltre un'gemellaggio coi tedeschi del Werder, legame nato durante gli incontri in campo europeo da parte degli Ultras Udinese 1995 e Collettivo Incudine.
Gli Ultras Udinese 1995 sono tuttora gemellati ufficialmente con gli Ultras Arezzo e Union Ultrà di Salisburgo e mantengono alcune amicizie come: Westkurve Burghausen; Panthers Fano '77; Supporters Pordenone; Bandoleros Pordenone; Boys Lilla Legnano.

### Rivalità
- Triestina (derby regionale)
- Verona  (derby del Nord-Est)

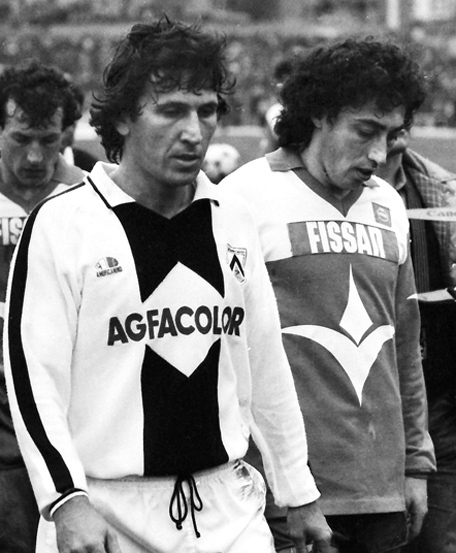
Il friulano Zico e il giuliano De Falco nel derby regionale di Coppa Italia dell'8 febbraio 1984: la rivalità con la Triestina è la più antica nonché tra le più sentite da parte del tifo bianconero.

- Venezia  (rivalità del Nord-Est)
- Napoli  (rivalità)
- Bologna (ex gemellaggio)

Le rivalità storiche sono invece con la Triestina – dovuta alla vicinanza fra le città di Udine e Trieste, rispettivamente capitale storica del Friuli e capoluogo della regione Friuli-Venezia Giulia – e con il Verona – risalente agli anni 80, ai tempi di Zico e dello scudetto degli scaligeri, poi cementata dall'opposto gemellaggio Hellas-Triestina.
Le altre principali rivalità sono con la Juventus, con il Napoli (sfociata negli ultimi anni in gravi incidenti), con il Bologna (una ex amicizia tra tifoserie, tramutata in rivalità dopo la rottura del precedente gemellaggio) e con il Venezia (dualismo nato, similmente a quello con la Triestina, dalla vicinanza tra le due città). Esistono inoltre altre rivalità meno sentite con Cremonese, Fiorentina e Lazio.